# Riders of the Range (film 1950)
Riders of the Range è un film del 1950 diretto da Lesley Selander.
È un western statunitense ambientato in Arizona con Tim Holt, Richard Martin e Jacqueline White.

## Produzione
Il film, diretto da Lesley Selander su una sceneggiatura di Norman Houston, fu prodotto da Herman Schlom per la RKO Radio Pictures e girato nel Jack Garner Ranch (San Bernardino National Forest) e nell'RKO Encino Ranch a Encino, Los Angeles, California, dal 15 giugno a fine giugno 1949. Il titolo di lavorazione fu Arizona Ambush.

## Distribuzione
Il film fu distribuito negli Stati Uniti dall'11 febbraio 1950 al cinema dalla RKO Radio Pictures.
Altre distribuzioni:
- in Svezia l'11 aprile 1950 (Terror i Arizona)
- in Brasile (Cavaleiros da Audácia)

### Promozione
Le tagline sono:
- TIM ROUNDS UP THE KING OF RUSTLERS...and the lead starts flying!
- Ambush in Arizona...with Tim and Chito finding gun trouble and a girl in danger!
- THEY CALL HER 'DUSTY" - This blonde bombshell, whose gun is as deadly as her kisses are thrilling!